# 15 Years After
15 Years After es una caja recopilatoria del proyecto musical Enigma lanzado por Virgin Music el 9 de diciembre de 2005. La caja contenía ocho discos: cinco CD para los cinco álbumes de estudio originales creados entre 1990 y 2003; un exclusivo CD con el sencillo «Hello + Welcome» y una serie de canciones de Enigma reelaboradas por Rollo Armstrong bajo el subtítulo de The Dusted Variations; y dos DVD.

## Producción
Tal como sugería el título, la caja recopilatoria se lanzó para celebrar los quince años desde el lanzamiento del primer sencillo de Enigma, «Sadeness (Part I)», en 1990. La portada del álbum fue tomada de La dama del armiño, un cuadro de Leonardo da Vinci de 1488-1490. El empaquetado de la caja y la fotografía fue realizada por Dirk Rudolph, mientras que la dirección artística y los diseños originales fueron creados por Johann Zambryski, el diseñador artístico habitual de Enigma.
El productor y creador de Enigma, Michael Cretu, visitó personalmente el 30 de noviembre de 2005 la factoría de EMI en Uden (Países Bajos) para firmar mil copias de la caja. Estas copias firmadas tenían las iniciales de Cretu («MC») escritas con un marcador plateado. Mientras que las copias firmadas de álbumes de Enigma eran extremadamente raras, la versión autografiada de la caja continuó estando disponible a la venta en Amazon.de medio año después de que fuera lanzada. También dentro de la caja había un código disponible que, al introducirlo en una sección especial dentro de la web oficial de Enigma, permitía a los poseedores descargarse a través de Internet los videos musicales de «Voyageur» y «Boum-Boum».

## Recepción
Originalmente, la caja fue vendida a 128 €, y esto provocó un revuelo dentro de los foros de Enigma. Los fanes criticaron a Virgin por lanzar una caja demasiado cara y capitalizar así a los compradores para ganar más dinero, mientras otros lamentaron que los discos no fueran remasterizados a como se hizo con el álbum recopilatorio Love Sensuality Devotion: The Greatest Hits, y, en vez de ello, fueran adaptados al copy control. El hecho de que el nuevo sencillo, «Hello + Welcome», recibiera una acogida dispar por parte de los fanes, y The Dusted Variations recibiera, por el contrario, una acogida poco entusiasta, hizo que otros fanes cuestionaran la necesidad de derrochar más dinero para una caja tan cara, cuando ya tenían gran parte, si no todos los álbumes y/o DVD de Enigma editados hasta ese momento.
Además, el vídeo musical para «Out from the Deep», que no apareció en su día en el DVD Remember the Future, continuó estando ausente en este relanzamiento, y, a pesar de que la caja tenía el tamaño de un disco de vinilo de 12 pulgadas, había poca información sobre el historial del proyecto dentro del libreto, aparte de los créditos y una nota de prensa en el interior.
Posteriormente, su precio cayó hasta los 92,99 €.

## Contenido
|                | Álbum / DVD                                                                                      | Canciones |
| -------------- | ------------------------------------------------------------------------------------------------ | --- |
| 15 Years After |                                                                                                  | |
| CD 1           | MCMXC a.D. - 1990. Virgin                                                                        | I.«The Voice of Enigma», II.«Principles of Lust»: A.«Sadeness», B.«Find Love», C.«Sadeness (Reprise)», III.«Callas Went Away», IV.«Mea Culpa», V.«The Voice & the Snake», VI.«Knocking on Forbidden Doors», VII.«Back to the Rivers of Belief»: A.«Way to Eternity», B.«Hallelujah», C.«The Rivers of Belief» |
| CD 2           | The Cross of Changes - 1993. Virgin Schallplatten GmbH                                           | 1.«Second Chapter», 2.«The Eyes of Truth», 3.«Return to Innocence», 4.«I Love You... I'll Kill You», 5.«Silent Warrior», 6.«The Dream of the Dolphin», 7.«Age of Loneliness (Carly's Song)», 8.«Out from the Deep», 9.«The Cross of Changes» |
| CD 3           | Le Roi Est Mort, Vive Le Roi! - 1996. Virgin Schallplatten GmbH                                  | 1.«Le Roi Est Mort, Vive Le Roi!», 2.«Morphing thru Time», 3.«Third of It's Kind», 4.«Beyond the Invisible», 5.«Why!...», 6.«Shadows in Silence», 7.«The Child in Us», 8.«T.N.T. for the Brain», 9.«Almost Full Moon», 10.«The Roundabout», 11.«Prism of Life», 12.«Odyssey of the Mind» |
| CD 4           | The Screen Behind the Mirror - 2000 (excepto «Gravity of Love», 1999). Virgin Schallplatten GmbH | 1.«The Gate», 2.«Push the Limits», 3.«Gravity of Love», 4.«Smell of Desire», 5.«Modern Crusaders», 6.«Traces (Light and Weight)», 7.«The Screen Behind the Mirror», 8.«Endless Quest», 9.«Camera Obscura», 10.«Between Mind & Heart», 11.«Silence Must Be Heard» |
| CD 5           | Voyageur - 2003. Virgin Music                                                                    | 1.«From East to West», 2.«Voyageur», 3.«Incognito», 4.«Page of Cups», 5.«Boum-Boum», 6.«Total Eclipse of the Moon», 7.«Look of Today», 8.«In the Shadow, in the Light», 9.«Weightless», 10.«The Piano», 11.«Following the Sun» |
| CD 6           | Special Bonus CD - 2005. Virgin Music                                                            | 1.«Hello & Welcome» (The Single), The Dusted Variations: 2.«The Child in Us», 3.«Age of Loneliness», 4.«Eyes of Truth», 5.«Rivers of Belief», 6.«Endless Quest», 7.«Sadeness Pt 1», 8.«Voyageur», 9.«Beyond the Invisible» |
| DVD 1          | MCMXC a.D. - 2003. Virgin Music                                                                  | MCMXC a.D. / The Complete Album DVD: I.«The Voice of Enigma», II.«Principles of Lust»: A.«Sadeness», B.«Find Love», C.«Sadeness (Reprise)», III.«Callas Went Away», IV.«Mea Culpa», V.«The Voice & the Snake», VI.«Knocking on Forbidden Doors», VII.«Back to the Rivers of Belief»: A.«Hallelujah», B.«The Rivers of Belief».Full Lenght Videos of: «Sadeness - Part I», «Mea Culpa», «Principles of Lust», «The Rivers of Belief».Special Features: Enigma Interview |
| DVD 2          | Remember the Future - 2001. Virgin Schallplatten GmbH                                            | 1.«Turn Around», 2.«Sadeness (Part I)», 3.«Mea Culpa», 4.«Principles of Lust», 5.«The Rivers of Belief», 6.«Return to Innocence», 7.«The Eyes of Truth», 8.«Age of Loneliness (Carly's Song)», 9.«Beyond the Invisible», 10.«T.N.T. for the Brain», 11.«Push the Limits», 12.«Gravity of Love» |